# Peste de Manchuria

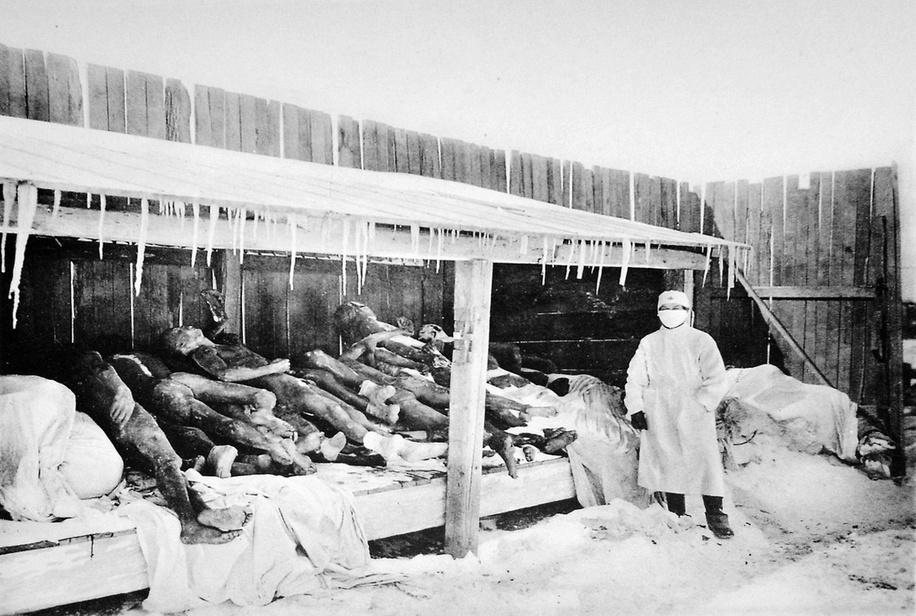
Víctimas de la plaga de Manchuria entre 1910-1911.

La peste de Manchuria, a veces también conocida como gran plaga de Manchuria fue una grave peste neumónica que ocurrió entre 1910 y 1911. Afectó principalmente el área de Manchuria (China), aunque se reportaron algunos casos en otros lugares como Pekín y Tianjin. Dado que no había vacuna, y esta peste era muy letal, se estima que mató a más de 60.000 personas, incluidos médicos y enfermeras,
 lo que la convirtió en una de las epidemias más grandes del mundo en esos años.

## Historia
Se cree que la peste que estalló en 1910, se originó a partir de la marmota sibirica o tarbagan infectada con neumonía bacteriana. Estas marmotas, un roedor de la familia sciuridae, que habitaban principalmente entre los pastizales y las estepas de Mongolia y Manchuria. Cuando la peste de la Edad Media se extendió y alcanzó Mongolia y Manchuria, los roedores se infectaron pero sus habitantes evitaron contagiarse porque según su religión, creían que las marmotas transportaban el alma de los muertos, con lo que no podían comerse. Esto y ser una población predominantemente nómada, evitó que se extendieran los posibles contagios. Pero cuando llegaron allí inmigrantes chinos, se empezaron a consumir.
La industria de la peletería había demandado sobre todo pieles de nutria y visón, pero cuando a principios del siglo XX, se empezó a cazar en grandes proporciones la marmota sibirica, los cazadores locales, que siempre habían evitado comer las marmotas enfermas, no les importó utilizar su piel para la venta, lo que hizo que la peste se propagara. 
Los médicos rusos identificaron la peste por primera vez en la ciudad de Manzhouli, en la Mongolia interior en la frontera entre China y Rusia. Los muertos allí eran tantos, que quedaban en la calle y los vagones de mercancías se utilizaron como salas de cuarentena.
Los síntomas eran claros, fiebre seguida de tos con sangre. Era una enfermedad transmitida por el aire (inhalación de gotas conteniendo la bacteria), increíblemente letal, con una tasa de mortalidad cercana al 100%. Mataba a todos los infectados a las 24 o 48 horas después de los primeros síntomas. Su propagación se vio magnificada por las concentraciones de cazadores locales de marmotas durante los meses de invierno y finalmente, por los viajes de los trabajadores a las casas de sus familiares durante el Año Nuevo chino. Rusia y Japón tenían intereses económicos en la región y necesitaban cooperar con las autoridades chinas pues se temía que la peste se extendiera mediante los viajes ferroviarios que llegaban hasta Moscú o Pekín. Japón controlaba la ciudad y el puerto de Dairen (actual Dalian) con el correspondiente tráfico marítimo.
El médico Wu Lien-teh, nacido en Malasia y formado en la Universidad de Cambridge, dirigió los esfuerzos chinos para acabar con la peste. Con el precedente de la reciente peste china que era del tipo bubónico, viajó a Manchuria y con exámenes post mortem detectó que esta peste no podía ser bubónica con trasmisión por la picadura de pulgas infectadas y afectación de los ganglios linfáticos, sino que la infección se localizaba en los pulmones y se transmitía por vía aérea. Por todo ello, promovió las cuarentenas y el uso de mascarillas de tela.
Aunque la peste se había extendido ya en varios lugares, sobre todo a lo largo del ferrocarril, Wu tomó decisiones rápidas y muy duras como hasta quemar las casas donde se hubiese producido una infección, quemar cadáveres (prohibiendo los entierros), establecimiento de cuarentenas en vagones de ferrocarril reconvertidos, confinamientos, restricción de viajar y utilización de mascarillas. Y además con las limitaciones logísticas de principios del siglo XX. Con todo, también convocó la Conferencia Internacional sobre la Peste que se celebró en Mukden (Shenyang) desde el 3 al 28 de abril de 1911, el primer gran evento de este tipo que reunió a un equipo internacional de científicos preocupados por el control de las enfermedades.
Al final, el número de muertos se estimó entre 60.000 y 63.000 personas. Las ciudades más afectadas fueron Changchun, Mukden y Harbin. Esta última ciudad era un importante nudo de comunicaciones que se había originado realmente en el año 1898 con la construcción del Ferrocarril Transmanchuriano, impulsada por la Rusia zarista, que unía la ciudad rusa de Vladivostok con Dalian y donde, por tanto, habitaban muchos rusos. Aunque la enfermedad se limitó en gran medida a Manchuria, se encontraron casos en otros lugares pertenecientes al corredor ferroviario y en las ciudades de Pekín y Tianjin, esta, con importante puerto marítimo y puerta de entrada a Pekín, y a lo largo del ferrocarril de Pekín a Wuhan.

## Significación

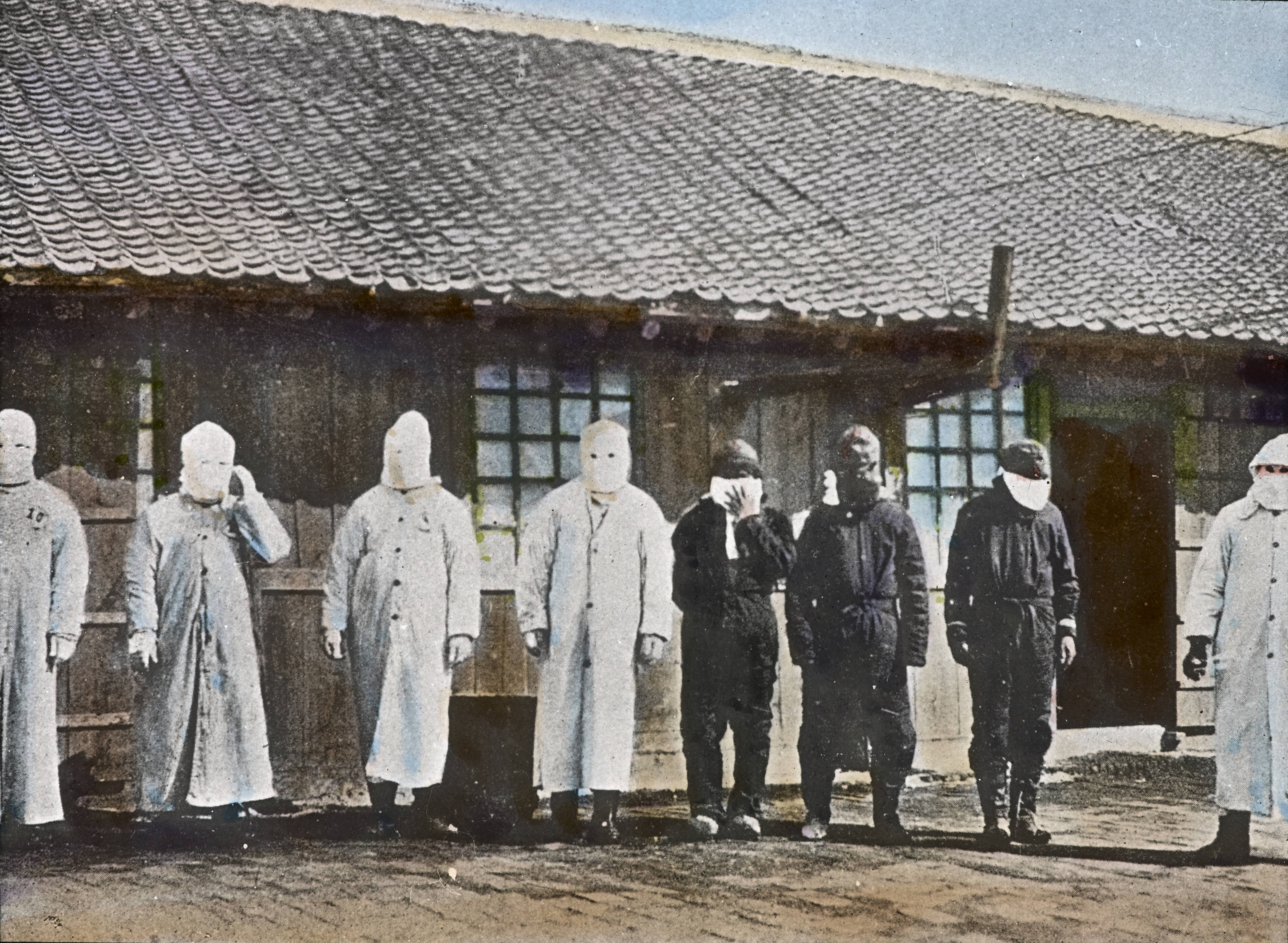
Trabajadores de Mukden para tratar enfermos de peste con el equipo de protección individual de la época.

El tratamiento de la peste de Manchuria destacó la importancia de una respuesta médica multinacional rápida, estableciendo un precedente para organizaciones posteriores como la Organización Mundial de la Salud. La promoción generalizada de Wu Lien-teh del uso de mascarillas de tela para la peste por parte de médicos, enfermeras, pacientes y todo tipo de posibles encuentros cercanos y (en la medida en que fue posible) la población en general, fue positiva y la primera vez que se intentó una medida de contención de una epidemia de este tipo. La conferencia también influyó en el establecimiento del uso de equipo de protección personal para detener la propagación de enfermedades, y se la atribuye el origen del moderno traje de protección de materiales peligrosos, ahora traje NBQ. Para Christos Lynteris, la China imperial se convirtió en "líder de la modernidad médica".
También se han establecido paralelos entre la gestión y el control de la peste de Manchuria con otros brotes de enfermedades infecciosas como la epidemia de ébola en África Occidental (2013-2016) y la pandemia de COVID-19 (2019 -).